# 환경 문제

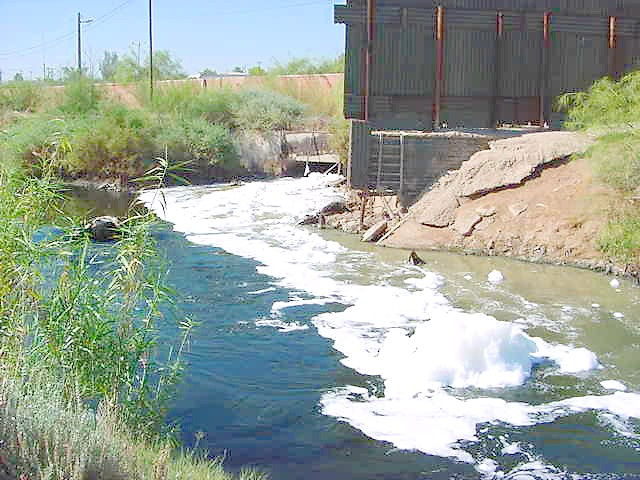
수질 오염으로 거품이 뜬 강

환경 문제(環境問題)는 인류의 활동에서 유래한 환경의 변화에 따라 발생하는 문제의 총칭이며, 이것은 지구 외에도 우주까지 미치고 있는 문제이다. 환경 문제을 해결한다는 개념은 환경 보호라고 하며, 이를 지속적으로 하는 활동을 환경 운동이라고 한다. 우주 쓰레기 등 우주에서도 쓰레기 관련 사건이 많이 발생한다. 대표적으로 매연 또는 미세먼지 등이 환경에 큰 영향을 끼친다.
환경 보호는 환경과 인간 모두의 이익을 위해 개인, 조직 또는 정부 차원에서 자연 환경을 보호하는 실천이다. 환경주의(Environmentalism)는 옹호, 입법 교육, 행동주의를 통해 환경 문제를 다루는 사회 및 환경 운동이다.
인간에 의한 환경파괴는 전 세계적인 문제이다. 수질 오염은 또한 해양 생물에 문제를 야기한다. 대부분의 학자들은 인류 사회가 행성 경계 내에서 지속 가능하게 살기 위해 노력한다면 90억~100억 명 사이의 전 세계 인구 정점 프로젝트가 지구 생태계 내에서 지속 가능하게 살 수 있을 것이라고 생각한다. 환경에 미치는 영향의 대부분은 세계에서 가장 부유한 인구의 과도한 산업 제품 소비로 인해 발생한다. UN 환경 프로그램은 2021년 "자연과의 평화 만들기" 보고서에서 오염, 기후 변화, 생물 다양성 손실과 같은 주요 지구 위기를 해결하는 것이 당사자들이 지속 가능한 개발 목표를 해결하기 위해 노력하면 달성 가능하다고 밝혔다.

## 인간이 미치는 영향
환경에 대한 인간의 영향(인위적인 환경 영향)은 인간에 의해 직간접적으로 발생하는 생물물리학적 환경과 생태계, 생물다양성, 천연자원의 변화를 의미한다. 건축 환경과 같이 사회의 필요에 맞게 환경을 수정하는 것은 지구 온난화, 환경 악화(예: 해양 산성화), 대량 멸종 및 생물 다양성 손실, 생태 위기, 생태 붕괴 등 심각한 영향을 초래하고 있다. 전 세계적으로 환경에 (직간접적으로) 피해를 입히는 인간 활동에는 인구 증가, 신자유주의 경제 정책, 급속한 경제 성장, 과잉 소비, 과잉 착취, 오염, 삼림 벌채 등이 있다. 지구 온난화와 생물 다양성 손실을 포함한 일부 문제는 인류의 생존에 치명적인 위험을 나타내는 것으로 제안되었다.
인위적이라는 용어는 인간 활동으로 인해 발생하는 효과 또는 대상을 나타낸다. 이 용어는 러시아 지질학자 알렉세이 파블로프(Alexey Pavlov)가 기술적인 의미로 처음 사용했으며, 영국의 생태학자 아서 탠슬리(Arthur Tansley)가 극상 식물 군집에 대한 인간의 영향과 관련하여 영어로 처음 사용했다. 대기과학자 폴 크루첸(Paul Crutzen)은 1970년대 중반에 "인류세"라는 용어를 도입했다. 이 용어는 농업 혁명이 시작된 이후 인간 활동으로 인해 발생한 오염의 맥락에서 때때로 사용되지만 인간이 환경에 미치는 모든 주요 영향에도 광범위하게 적용된다. 환경을 가열하는 데 기여하는 인간이 취하는 많은 행동은 전기, 자동차, 비행기, 난방, 제조 또는 숲 파괴와 같은 다양한 출처에서 나오는 화석 연료의 연소에서 비롯된다.

## 같이 보기
- 환경파괴
- 시민과학
- 댐과 환경